# Princesse par intérim
Pour plus de détails, voir Fiche technique et Distribution.
Princesse par intérim (Thirty-Day Princess) est un film américain en noir et blanc réalisé par Marion Gering, sorti en 1934.

## Synopsis
Richard M. Gresham, un banquier international, fait venir à New York la Princesse "Zizzi" Catterina de Taronia, afin que la publicité autour de cette venue pousse les États-Unis à faire un prêt de plusieurs millions de dollars à ce petit pays. Porter Madison, troisième du nom, est un journaliste fortement opposé à ce prêt. Lorsque la princesse attrape les oreillons et doit rester en quarantaine, Gresham engage Nancy Lane, une actrice de troisième zone mais sosie de la princesse, pour la remplacer, et lui promet un bonus si elle arrive à faire changer Porter d'opinion.

## Fiche technique
- Titre original : Thirty-Day Princess
- Titre français : Princesse par intérim
- Réalisation : Marion Gering
- Scénario : Preston Sturges, Frank Partos (en), d'après la nouvelle Thirty-Day Princess de Clarence Budington Kelland (en)
- Direction artistique : Hans Dreier, Wiard Ihnen
- Costumes : Howard Greer
- Photographie : Leon Shamroy
- Son : Jack A. Goodrich
- Montage : Jane Loring
- Musique : Howard Jackson, John Leipold
- Production : B. P. Schulberg
- Production associée : Emanuel Cohen
- Société de production : Paramount Productions
- Société de distribution : Paramount Productions
- Pays d'origine : États-Unis
- Langue originale : anglais
- Format : noir et blanc — 35 mm — 1,37:1 — son Mono (Western Electric Noiseless Recording)
- Genre : Comédie romantique
- Durée : 74 min
- Dates de sortie : 
  - États-Unis : 18 mai 1934
  - France : 29 juin 1934

## Distribution
- Sylvia Sidney : Nancy Lane / Princesse "Zizzi" Catterina
- Cary Grant : Porter Madison
- Edward Arnold : Richard M. Gresham
- Henry Stephenson : le roi Anatol XII
- Vince Barnett : Comte Nicholaus
- Edgar Norton : Baron Passeria
- Ray Walker : Dan Kirk
- Lucien Littlefield : Parker
- Robert McWade : directeur de la rédaction
- George Baxter : Donald Spottswood
- Marguerite Namara (en) : dame d'honneur
- Robert Homans : premier détective